# Château de Lutrin
Le château de Lutrin ou de Lustrin est un ancien château fort, du XIIIe, au Moyen Âge, siège de la seigneurie de Lutrin, dont les ruines se dressent sur la commune de Saint-Paul, une commune française, dans le département de la Savoie en région Auvergne-Rhône-Alpes.

## Situation
Les ruines du château se dressent dans des bois de la commune de Lutrin.

## Histoire
La seigneurie de Lutrin ou Lustrin est, au XIIIe siècle, la possession des évêques de Belley, avant de passer aux comtes de Savoie. Amédée V de Savoie, en 1286, la remet en échange à Josselin du Pont. Arthaud du Pont, fils unique de Josselin, seigneur de Lutrin, devenu curé de Saint-Jean-de-Chevelu, la vend, en 1369, aux Escrivieu (de Escriviaco), une famille noble originaire de Belley ou de ses environs.
Noble Guigon d'Escrivieu, seigneur de Lutrin, est marié, le 12 avril 1457, à Françoise de Mareste.
En 1530, le fief échoit à la famille des nobles Amblards.
Charles des Amblards, seigneur de Lutrin, le 1er mai 1536, rend hommage, à François Ier, qui occupe la Savoie, de son fief de Lutrin. La terre passera à la famille de Mareste. Le 1er octobre 1675, Antoine-Melchior de Mareste, lieutenant dans l'escadron de Savoie, marié, en 1659, à Françoise de Ramus de Charpenne de Cruet (°1648), fille d'Antoine, dame de Vens et de la maison forte de Verdun qui lui apporte ses biens de Rive, ainsi que ceux de Arbin et de Cruet, dont elle a hérité, est présent à Yenne à la réunion de la noblesse du petit Bugey, à l'occasion de l'avènement de Victor-Amédée II de Savoie. Il est, à cette occasion, qualifié de seigneur de Lutrin et baron de Champrovent.
La seigneurie passe ensuite entre les mains de la famille noble des Compeys. Ces derniers disparaissent vers 1730 ; la seigneurie échoit à Claude-François Goybet, intendant du Genevois. À cette époque, le château de lutrin est déjà ruiné.